# Sportsklubben Jarl
Lo Sportsklubben Jarl è una società calcistica norvegese con sede nella città di Stavanger. Milita nella 6. divisjon, settimo livello del campionato norvegese. Il club militò nella Norgesserien 1937-1938, 1938-1939 e 1947-1948, all'epoca massima divisione locale.